# Orlando Gomes (Polizist)

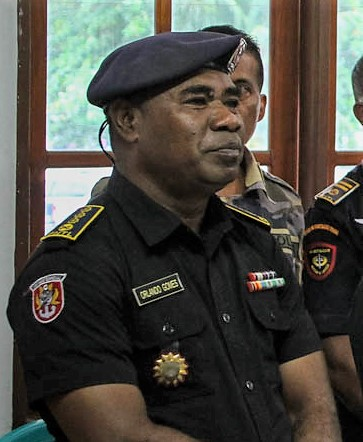
Orlando Gomes (2023)

Orlando Gomes (* 15. August 1971 in Liquiçá, Portugiesisch-Timor) ist ein osttimoresischer Beamter der Nationalpolizei Osttimors (PNTL). Er hat den Rang eines Superintendente Xefi inne.

## Werdegang
Orlando Gomes wurde als Sohn von Armindo Gomes aus Atsabe und Angelina Gomes aus Bazartete im Distrikt Liquiçá geboren. 1986 schloss er die Grundschule in Tibar ab, 1989 die Prä-Sekundarschule Nr. 2 in Comoro (Dili) und 1992 die Sekundarschule São Pedro in Comoro. 1995 schloss Gomes das Pastorale Institut in Dili und 2010 ein Jurastudium an der Universidade da Paz (UNPAZ) ab. Derzeit (2023) absolviert er seinen Master of Law an der UNPAZ, parallel zu seiner Arbeit als Polizist.
Ab 1993 arbeitete Gomes in der Jugendarbeit im Pastoralzentrum in Tibar. 1994 wurde er dort Leiter der katholischen Jugend und Mitglied des Kadalak-Komitees der Versammlung von São Joao de Brito Liquiçá. Ab 1997 war Gomes Leiter der Abteilung für katholische Religion von Liquiçá. Ab 1990 war Gomes Informant des Untergrundnetzwerkes der Unabhängigkeitsbewegung im Kampf gegen die indonesische Besatzung in der Zone Nicolau Lobato. 1997 leitete er die Agitationsabteilung für die Jugend in der Zone und 1999 wurde er zum Leiter des Jugendfinanzsektors in den 13 Distrikte ernannt.

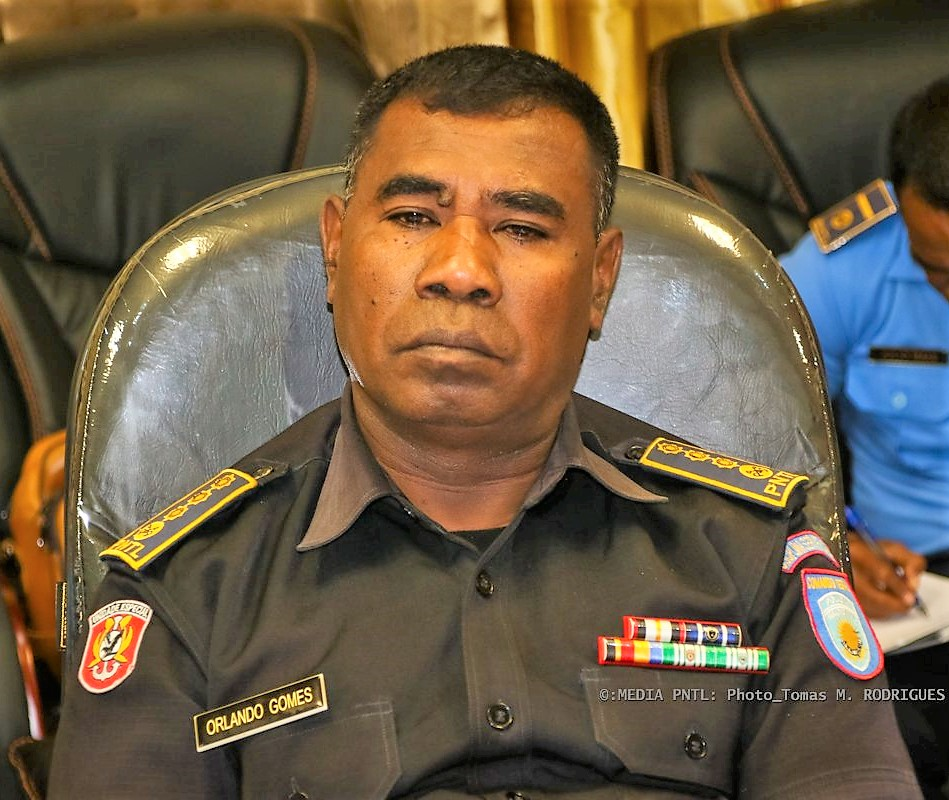
Orlando Gomes (2022)

Nach Abzug der Indonesier wurde Gomes Polizist und Rekrutierungsbeauftragter der Polizeiakademie von Comoro. Von November 2000 bis Februar 2001 war er in der Polizeistation Liquiçá tätig, im März wurde er Kriminalbeamter beim Distriktskommando Liquiçá, im Juli Kommandant der Polizeistation von Bazartete, im Januar 2002 Kommandant der Station von Liquiçá und im Juni 2002 stellvertretender Kommandanten des Distrikts Liquiçá. 2003 erfolgte die Beförderung zum Distriktskommandanten und im November desselben Jahres die Versetzung zum Generalkommando.
Nach den Unruhen in Osttimor 2006 wurde Gomes in das Distriktskommanodo Liquiçá als Einsatzleiter versetzt. 2010 folgte die Beförderung zum Superintendente und 2015 die Ernennung zum Distriktskommandanten von Ainaro. 2017 wurde Gomes Leiter der Justizabteilung der Polizei und 2019 zweiter Kommandant der Unidade Especial de Polícia (UEP), der Spezialeinheit der Polizei Osttimors. 2020 übernahm er das Kommando der UEP, das er bis Januar 2023 innehatte, als er das Amt an seinen Nachfolger Afonso dos Santos abgab.

## Sonstiges
Gomes ist mit Esmeralda da Conceicao Ribeiro Silva verheiratet. Das Paar hat fünf Söhne und drei Töchter.